# Villaproviano
Villaproviano es una localidad de la provincia de Palencia (Castilla y León, España) que pertenece al municipio de Quintanilla de Onsoña.
Situada a orillas del río Carrión, en la comarca de Vega-Valdavia. Dista 55 km de la ciudad de Palencia y 3 de Quintanilla de Onsoña, su cabecera municipal. Pertenece al municipio de Quintanilla de Onsoña (Palencia), a 3 km.

## Demografía
Evolución de la población en el siglo XXI
| Gráfica de evolución demográfica de Villaproviano entre 2000 y 2020 |
|                                                                     |
| Población de derecho (2000-2020) según el padrón municipal del INE  |

## Historia
El 25 de octubre de 1093 apareció documentada por primera vez la localidad de Villaproviano.
Está documentada, con fecha de 22 de octubre de 1539, la marcha a México de Francisco de Larones, vecino de Villaproviano.
Está documentado, gracias al escribano Manuel Moxica, el pleito mantenido entre el concejo y vecinos de Villaproviano y el pueblo de Gozón de Ucieza por una compra.
El maestro de cantería llamado Juan de la Maza se comprometió a hacer la torre de a iglesia de Villaproviano el 5 de julio de 1598.
El cantero Pedro del Corro tasó la obra de la torre de la iglesia de San Martín el 21 de octubre de 1605.
D. Francisco de los Ríos Alonso, hijo de Doña María Alonso, otorgó 
testamento en el lugar de Villaproviano a 7 de marzo de 1713.
Juan de la Maza tomó parte en la obra de la torre de la iglesia con Toribio Gutiérrez el 14 de junio de 1598 estipulándose que cobrarían por eso 400 ducados.
A la caída del Antiguo Régimen la localidad se constituye en municipio constitucional y que en el censo de 1842 contaba con 28 hogares y 146 vecinos, para posteriormente integrarse en Quintanilla de Onsoña.
Eugenio Larruga, en sus Memorias políticas se refería a finales del siglo XVIII, al bosque situado al norte del término municipal al referirse a Vilaproviano.
Los maestros han sido: Calixto Villasur Niño (1896).

## Asociaciones
- Asociación Cultural San Martín

## Personalidades
- Antonio Fernando Bravo (siglo XVIII), escribano

## Enlaces
- Villaproviano